# Magyarországi mozdonyok és motorkocsik beceneveinek listája
Magyarországi mozdonyok és motorkocsik beceneveinek listája a magyarországi vasútüzem önjáró járműveinek közbeszédben ismert beceneveit sorolja fel, melyeket sokszor valamilyen jellegzetességük után kapták. Becenevek már régi idők óta léteznek a vasúton is. Sok mozdonyvezető szeretetből adott a neki kiosztott gépnek becenevet miközben tisztogatta, javítgatta, „dédelgette” azt. A vasutasok között viszont kialakult némelyik mozdonysorozatnál egy-két becenév, amik – mondhatjuk, hogy az egész országban – ismertté váltak. Becenevek az idő során, legtöbbször nagy szériában gyártott gépeknél alakultak ki. Később persze voltak akik kitaláltak új becenevet egy mozdonynak (például V44) és ezek ma is ismertek. Ez a cikk minden mozdony-, motorkocsi- és motorvonatsorozat ma leginkább ismert becenevét hivatott felsorolni és a becenevek eredetét – amennyiben az ismert és van rá magyarázat – röviden elmagyarázni.

## Gőzmozdonyok
| MÁV Sorozat        | Ismert becenevek              | Megjegyzés | Kép                                                                                |
| ------------------ | ----------------------------- | --- | ---------------------------------------------------------------------------------- |
| Cockeril mozdonyok | „Krokodil"                    | Ők voltak az első gőzösök pl.: Heves, Pest, Buda stb. | MKpV Heves                                                                         |
| 201.701            | „Aranka"                      | A párizsi kiállításon szerzett aranyéremre utal. | Il 701                                                                             |
| 203                | „Góliát"                      | |                                                                                    |
| 220                | „Kávédaráló"                  | | MAV 220                                                                            |
| 222                | „Tandem"                      | A két hajtott kerékpár a név eredete. | MÁV Ie 734                                                                         |
| 236 , 332          | „Pápaszem”                    | A mozdonysátron lévő ablakok miatt kapta a névét. | MÁV 236 MAV IIa 1106                                                               |
| 242                | „Koporsó”, „Búvár"            | A mozdony áramvonalas burkolatának formájára utal. |                                                                                    |
| 275                | „Nyalóka”                     | |                                                                                    |
| 301                | „Pacifik”, „Paci”, „Király”   | A mozdony tengelyelrendezésének (2'C1') amerikai neve: „Pacific” |                                                                                    |
| 302                | „2 aranykoronás”              | A két csillogó réz gőzdóm miatt nevezte el egy kisgyerek | SB 109-13 Suedbahn 012 cut                                                         |
| 325                | „Kappan”                      | A jellegzetes hangja miatt kapta ezt az elnevezést |                                                                                    |
| 326                | „Kacsa”                       | A 326.2525 Egyedi neve is született ő a :Lukács Béla | MÁV 326 a Füsti vasúttörténeti parkban                                             |
| 327                | „Királykisasszony”            | A mozdony sok nyűgje miatt kapta ezt a nevet | MÁV 327 sorozatú gyorsvonati mozdonya                                              |
| 328                | „Gólya”                       | |                                                                                    |
| 335                | „Szemüveg”                    | A mozdonysátron lévő ablakok miatt kapta a névét | MÁV III. osztályú, később 335 sorozatú tehervonati mozdonya                        |
| 342                | „Pulyka”                      | |                                                                                    |
| 370                | „Gábor”                       | | A MÁV 370-es sorozatú gőzmozdonya a Vasúttörténeti parkban                         |
| 375                | „Kati”                        | | MÁV 375,1029-es pályaszámú ikertúlhevítős változatú gőzmozdonya Vác vasútállomáson |
| 376                | „Hektor”                      | | MÁV 376                                                                            |
| 377                | „Kacsa”                       | |                                                                                    |
| 411                | „Truman”                      | A második világháború után Harry S. Truman amerikai elnök elnöksége idején hozzánk került amerikai gyártmányú mozdonyok.                                                   |                                                                                    |
| 422                | „Jónás”                       | |                                                                                    |
| 424                | „Bivaly”, „Nurmi”             | A mozdony a „Bivaly” nevet ereje miatt, míg a „Nurmi” nevet Paavo Nurmi finn futóról és olimpikonról kapta, akit repülő finnként is emlegetnek.                            |                                                                                    |
| 442                | „Kanpulyka”, „Nagypulyka"     | A 342 sorozatnál egy hajtott kerékpárnyival "nagyobb" mozdony. |                                                                                    |
| 520                | „Hruscsov Diesel”, „Bumbardó” | Német hadimozdonyok, amelyek szovjet hadizsákmánnyá lettek, majd Hruscsov elnöksége idején onnan kerültek hozzánk – rossz nyelvek szerint alkalmas dízelmozdonyok helyett. |                                                                                    |
| 601                | „Gigant”,                     | Európa egykor legnagyobb, legerősebb mozdonya volt a maga korában. |                                                                                    |

## Dízelmozdonyok és motorkocsik
| MÁV Sorozat   | Ismert becenevek                                                                         | Megjegyzés | Kép |
| ------------- | ---------------------------------------------------------------------------------------- | --- | --- |
| M28           | „Mazsola”, „Muki”, „Prüntyőke”, „Babetta”                                                | Területileg eltérő beceneveit apró mérete miatt kapta. |     |
| M31           | „Zetor”                                                                                  | Nevét az azonos nevű csehszlovák traktorról kapta. |     |
| M32           | „Gokart”                                                                                 | Gokartos hangzása miatt kaphatta. |     |
| M38           | „Vakond”                                                                                 | Mert metróépítésben is használják. |     |
| M40           | „Púpos”                                                                                  | A mozdony becenevét a kiálló vezetőállásáról kapta, amely szinte púpként áll a mozdony két orr-része között. |     |
| M41           | „Csörgő”, „Csöri”, „Hörgő”, „Pilsztik”,                                                  | A leggyakrabban használt „Csörgő” (becézve: „Csöri”) nevet a mozdony motorjának csörgő hangja után kapták (M41 2100-as sorozat). A motorcserén átesett (avagy remotorizált, gyakori rövidítéssel: „remot”) mozdonyok hangja csendesebb és jellegtelenebb, így ezeket gyakran „Hörgő” névvel illetik (M 41 2300-as sorozat). Az M41 2001–2002 kísérleti-prototípus mozdonyok a „Belfegor” nevet kapták az akkor bemutatott Belfagor a pokolból című film után. A Pilsztik név a licencelő francia gyár neve után lett a ragadványneve Debrecenben és környékén. |     |
| M42           | „Szörnyella”                                                                             | Prototípus. A „Szörnyella” nevet a GYSEV-nél kapta, mivel eleinte nagyon sok volt a gépnek a gyerekbetegsége, ezért szinte mindig szolgálatképtelen volt. |     |
| M43           | „Dácsia”, „Kisdácsia”, „Dacia”                                                           | Nevét román származása miatt, valamint a hasonló nevű („Dacia”) személygépkocsik legendásan csapnivaló összeszerelési minőségére is utalva kapta. „Kisdácsia” nevét azért kapta, mert az M43 és az M47 közül ebben van a kisebb motor. |     |
| M44           | „Bobó”, "Bogrács", "Boborján"                                                            | Nevét Bo'Bo' tengelyelrendezése miatt kapta. |     |
| M46           | „Kispúpos”                                                                               | Az M40-es rövidebb változata. |     |
| M47           | „Nagydácsia”, „Dacia”                                                                    | lásd: M43 |     |
| M61           | „Nohab”, "Turcsiorrú"                                                                    | A népszerű mozdony neve a gyártó (Nydqist och Holm Aktiebolag = NoHAB) rövidítésével megegyezik. |     |
| M62           | „Szergej”                                                                                | Orosz (szovjet) származása miatt ezt az orosz férfi keresztnevet kapta. |     |
| M63           | „Gyík”, „Buldog”, „Dízel Gigant”, „Olajkirály"                                           | „Dízel Gigant” nevét pedig a nagy teljesítménye miatt kapta (Magyarország legerősebb dízelmozdonya). Az olajkirály becenevet brutális fogyasztásával érdemelte ki. |     |
| 648           | „Ludmilla”                                                                               | Orosz (szovjet) származása miatt ezt az orosz női keresztnevet kapta. |     |
| 1500          | "Viking", "Henschel mozdony"                                                             | A bérelt mozdonyok a nevüket a dán vasúttársaság és a gyártójuk után kapták. |     |
| BCmot         | „Frigyláda”                                                                              | A tetőn elhelyezett hűtőkről kapta a becenevét. |     |
| ABbmot, Bbmot | „Böbe”                                                                                   | A sorozatjelzés („Bb”) kiejtve, becézve. |     |
| Aamot         | „Árpád”                                                                                  | A legendás motorkocsi Árpád vezér nevét viseli. |     |
| Cbmot         | „Hargita”                                                                                | A motorvonat forgalomba állításakor a híres Hargita hegyei felé közlekedett. |     |
| Bamot         | „Rába-Balaton”, „Balcsi-Mot”                                                             | |     |
| MDmot         | „Piroska”, „MD”                                                                          | A Piroska nevet piros festéséről kapta. |     |
| Bzmot         | „Bézé”, „Bizmot” „Buzenyka”, „Studenka” „Bűzmot”, „Piroska”, „Almásláda”, ,,Zsuzsivonat" | A Studenka nevet a cseh gyártó Vagónka Studénka neve alapján kapta. A "Tégla" főleg a Balaton északi partján elterjedt név, vélhetően színére és formájára utal. A becenevek nem túl gyakoriak, sokszor csak „Bézé”-ként hivatkoznak rájuk. A motorkocsi rácsos poggyászszállító BDzx mellékkocsijainak beceneve a „börtönbézé”. |     |
| 136           | „Beziro", "Iker-Bz",                                                                     | 2005-ben a MÁV Szombathelyen felújíttatott és kétrészes motorkocsivá egyesített egy Bzmot motorkocsit és egy BDzx mellékkocsit (Bzmot 211+83-28 097-7). A Beziró nevet a Siemens Desiro motorvonatokéval megegyező típusú üléseiről kapta. |     |
| 416           | „Uzsgyi”, „Pusztametró” „Tégla", "Putyin bosszúja", „MizseJet"                           | A „Pusztametró” és nevet az orosz gyártó Metrovagonmas cég miatt kapta, aminek a fő tevékenysége metrókocsik gyártása (lásd a budapesti metró 3-as vonalán futó kocsijait), továbbá a kocsiszekrények és forgóvázak szerkezete egy metrókocsiból lett átvéve, valamint ezek a motorkocsik főleg alföldi vonalakon közlekednek. Ritkább elnevezései még: „Putyin (bosszúja)”, „Tégla” |     |
| 426           | „Desiro” (ejtsd: deziró), „Dezső”, „Dezirosz”, „Pufó"                                    | A „Desiro” fantázianevet a Siemens Mobility adta a csuklós motorkocsi-sorozatnak. Ebből alakult ki a magyarosított „Dezső” név. A „Dezirosz” a Görögországból érkezett járművek beceneve. Ritkább „Tampon” név kúpos és hosszúkás forma miatt ragadt a gépekre. A „Katica” becenév a festés színeire utal, valamint ilyen fantázianévvel közlekedtet a MÁV-Start Desiro vonatokat a Balaton északi partján. |     |
| GYSEV 5047    | "Jenci", "Berényi" ,,Repce Jenci"                                                        | Nevét a motorkocsi sorozatot készítő osztrák Jenbacher gyárról kapta, illetve a GYSEV volt vezérigazgatójáról, Berényi Jánosról kapta. |     |

## Villanymozdonyok és motorvonatok
| MÁV Sorozat                | Ismert becenevek                                                                                         | Megjegyzés | Kép |  |
| -------------------------- | --- | --- | --- |  |
| V40                        | „Kandó”                                                                                                  | A mozdonyokat Kandó Kálmán tervezte. |     |  |
| V41 és V42                 | „Leó” | A mozdonyok Ward Leonard-rendszerűek. |     |  |
| V43                        | „Szili”, „Papagáj”, „Patkány”, „Cirmos”, „Zebra”, „Fecske”                                               | A mozdonyba a tervezésekor új megoldásként szilícium egyenirányítót szereltek, innen kapta nevét. A felújított V43 2000-es sorozat mozdonyait tarkább festésük miatt „Papagáj"-nak, vagy „Papagájszili”-nek hívják. A szürke színűre átfestett V43 1299-et „Patkány”-nak becézték. Később ezt a mozdonyt is V43 2000-essé alakították. A V43 3000-es sorozat a típus festése (a sárga felület oldalra futó része szaggatottá válik) alapján „Cirmos” vagy „Zebra”.                                                                                                |     |  |
| V44                        | („Ratkó”), „Radony”                                                                                      | Kísérleti mozdony. A mozdonynak később a „Ganz-Ratkovszky-rendszerű” hajtása miatt a „Ratkó” nevet adták. A „Radony” név a „Ratkovszky-mozdony” név „rövidülése” |     |  |
| V46                        | „Szöcske”, „Csöpi”, „HiFi torony”                                                                        | A „HiFi torony” becenevet a középen található vezetőfülke, valamint az attól mindkét irányba nagyjából hasonló hosszúsággal elhelyezkedő géptér hangfalszerű elhelyezkedése miatt kapta.A „Szöcske” nevet pedig fürge tolatási mozgásai, valamint kiálló alkatrészei,áramszedője miatt kapta. |     |  |
| V55                        | „Bocó”                                                                                                   | A mozdony tengelyelrendezése Bo'Co'. |     |  |
| V60                        | „Malaclábú”                                                                                              | A sok kis átmérőjű hajtott kerék miatt, utalva a malac rövid lábaira |     |  |
| V63                        | „Gigant” "Gigi"                                                                                          | Magyarországon 1972-től a Taurus-ok érkezéséig a legerősebb mozdony volt, ám robusztus formája is hozzájárult a ,,Gigant" becenévhez. Szentes környékén elterjedt beceneve a ,,Kacsacsőrű", melyet orra állásának szögéről kaphatott. |     |  |
| 470                        | „Taurus”, „Tau”, „Bika”, „Teknő”, „Milkabika”, „Repcebika”, „matricás Tau” / „matricás Taurus”, „dórémi” | A „Taurus” nevet a mozdony megrendelője – az ÖBB – adta a mozdonynak. A Bika név a mozdony erejére utal. A GYSEV zöld-sárga gépeire a „Repcebika” név is ráragadt annak színe miatt. A GYSEV bérelt mozdonyai pedig a „matricás Tau” / „matricás Taurus” neveket is megkapták, mivel a mozdonyon csak matricát cseréltek (az eredeti ÖBB-matricát levették, helyébe GYSEV-matrica került), színe viszont megmaradt „ÖBB Verkehrsrot”-nak („közlekedési vörösnek”). A dórémi nevet induláskor kiadott hangja után kapta.                                           |     |  |
| 471                        | "Vectron"                                                                                                | A Siemens Mobility EuroSprinter típuscsaládjából továbbfejlesztett mozdonysorozat nevét a gyártótól kapta. Magyarországon a GYSEV-en kívül magánvasutak üzemeltették egészen 2025-ig, amikor megérkezett az első bérelt MÁV-os gép is. |     |  |
| 480                        | "TRAXX"                                                                                                  | A "TRAXX" a Bombardier által a típus neveként kitalált mozaikszó: Transnational Railway Applications with eXtreme fleXibility |     |  |
| 490                        | "Astride"                                                                                                | A bérelt mozdonyok neve az Asynchronous Tricurrent Drive Engine rövidítése. |     |  |
| 815                        | "KISS", (ejtsd: kissz) ,,Emeletes petpalack", "Panelház" "Bálna"                                         | A "KISS" a gyártó Stadler mozaikszava, ami a Komfortabler Innovativer Spurtstarker S-Bahn-Zug-ból ered |     |  |
| 415                        | „FLIRT”, „Stadi” „Flört”, „Delfin” "Petpalack" "Szutymák"                                                | A motorvonatnak a gyártó által adott „FLIRT” fantázianév egy rövidítés: Flinker leichter innovativer regional Triebzug (magyarul: Fürge, könnyű, innovatív, regionális motorvonat). A „Flört” név a gyári „Flirt” névnek a „flört” (németül, angolul: „Flirt”) szóval történt asszociációjából származik. A „Delfin” becenevet pedig az orr-rész delfinszerű ábrázatáról kapta. A Stadi név a gyártó (Stadler Rail) ered. A ,,petpalack" elnevezés a motorvonatok formájából ered. A GySEV zöld-sárga festésű motorvonatait "Sportszelet"-nek is szokták becézni. |     |  |
| 5342                       | „Talent”, „Okoska”, „Angolna”                                                                            | A motorvonat „Talent” beceneve egy mozaikszó, melyet eredeti fejlesztője, a Talbot cég adott. Később a gyár a Bombardier-ba olvadt. A Bombardier viszont meghagyta a motorvonatnak a Talbot Leichter Nahverkehrstriebwagen (magyarul: Talbot könnyű elővárosi motorvonat) nevet. A „Talent” magyarul „tehetség”-et is jelent, ebből alakult ki a „magyarosított” „Okoska” becenév (a Hupikék törpikék című rajzfilm-sorozat egyik szereplője után is). Az „Angolna” becenevet pedig hosszúkás formája miatt kapta.                                                |     |  |
| BDVmot                     | „Hernyó”, „Selyemhernyó”                                                                                 | A „Hernyó” két Bmx típusú betétkocsiból, egy vezérlőkocsiból és egy BDVmot motorkocsiból álló motorvonat neve. A „Selyemhernyó” elnevezés a motorvonat-sorozat utolsó négy tagjára vonatkozik, ahol az egyik Bmx betétkocsi helyett első osztályú Amx kocsi van besorozva. |     |  |
| BVmot                      | „Samu”                                                                                                   | A BVmot 001 pályaszámú járművet Varga Lászlóról, a MÁV egykori, a Rákosi-korszakban mártírhalált halt vezérigazgatójáról nevezték el. Ugyanakkor az egyik mozdonyvezetőnek szintén Varga László a neve – az ő becenevéről (Samu) kapta a típus a becenevét. Az elnevezés az egész motorvonatra értendő, melynek összeállítása 90-76 BVmot (001-003) + 10-76 Amxz + 21-76 Bmxz + 80-76 Bmxtz (001-003) |     |  |
| BVhmot                     | „Kis Samu”                                                                                               | Az elnevezés az egész motorvonatra értendő, melynek összeállítása 68-05 BVhmot (200-201) + 21-05 Bmx + 21-05 Bmx + 80-05 Bmxtz (200-201) |     |  |
| MÁV 406 (Stadler CityLink) | „Vasvilla”                                                                                               | Az elnevezés a vasútvillamos (Tram-Train) rövidítése |     |  |
| Siemens Desiro ML          | "Desiro ML" "Ventus"                                                                                     | A Siemens Mobility Desiro motorvonat típuscsaládjának továbbfejlesztett, elektromos hajtású változata. Magyar vonatkozásban a GYSEV üzemelteti, de jellemzően Ausztiában közlekedik. A "Ventus" fantázianevet a GYSEV adta a járműnek. |     |  |

## Egyéb előforduló járművek
| Típus             | Ismert becenevek     | Megjegyzés | Kép |
| ----------------- | -------------------- | --- | --- |
| ČSD T 448.0       | „Kocúr”, „Kis Dongó” | A csehszlovák, itthon magánvasúti alkalmazású mozdonyokat csehül kocour-nak, vagyis macskának, illetve kandúrnak nevezték, mert állítólag annyi volt belőlük (620 db), mint a fűtőházi macskákból |     |
| ČSD T 478.3 és .4 | „Búvár”              | Ezek a csehszlovák mozdonyok a búvárszemüvegre hasonlító szélvédőjük miatt kapták ezt a nevet |     |
| BSZKRT 70-71      | „Muki”, „Hómuki”     | A fővárosi BSZKRT megrendelésére készült villamosüzemű műszaki karbantartó jármű, melyből hótakarító változat is készült                                                                          |     |
| CAF Urbos         | „Cafka”              | A CAF név becézése |     |